# Felicitaskirche
Das Patrozinium der heiligen Felicitas von Rom bzw. Felizitas tragen folgende Kapellen und Kirchen:
in Deutschland
- Augsburg: St. Peter und Felicitas am Perlach
- Bobingen: St. Felizitas (Bobingen)
- Dinkelscherben, Ortsteil Anried: St. Felizitas (Anried)
- Donauwörth, Ortsteil Schäfstall: St. Felicitas (Schäfstall)
- St. Felizitas und Leonhard (Felizenzell)
- Jengen, Ortsteil Weinhausen: St. Felizitas und ihre 7 Söhne
- Lüdinghausen: St. Felizitas (Lüdinghausen)
- Nürnberg, Stadtteil Reutles: St. Felicitas (Reutles)
- Brechen, Ortsteil Oberbrechen Heilige Sieben Brüder (Oberbrechen)
- Untertrubach: St. Felicitas (Untertrubach)
- Vreden: St. Felicitas (Vreden)
- Wertingen, Ortsteil Roggden: St. Felicitas (Roggden)

in Italien
- Affile: Santa Felicità (Affile)
- Florenz: Santa Felicita (Florenz)